# Zajnab al-Ghazali

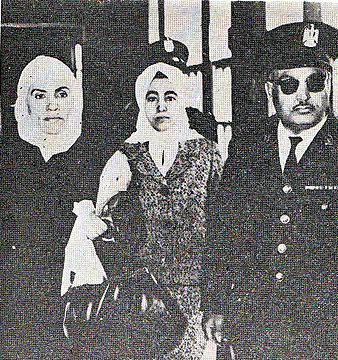
Zajnab al-Ghazali (pierwsza z lewej) i Hamida Kutb

Zajnab al-Ghazali (ur. 2 stycznia 1917 w Al-Mahmudijji, zm. 9 grudnia 2005) – egipska działaczka polityczna, założycielka organizacji kobiecej Siostry Muzułmanki blisko związanej z Braćmi Muzułmanami.

## Życiorys

### Młodość i wczesna działalność
Była córką zamożnego kupca, który ukończył studia na uniwersytecie Al-Azhar i zajmował się również kaznodziejstwem. Jako nastolatka przyłączyła się do kierowanej przez Hudę Szarawi Egipskiej Unii Feministycznej, szybko jednak pod wpływem ojca opuściła ją, by jako osiemnastolatka założyć Stowarzyszenie Kobiet Muzułmańskich, znane także jako organizacja Sióstr Muzułmanek. To kobiece ugrupowanie islamistyczne ściśle współpracowało z Braćmi Muzułmańskimi, ale formalnie nie zostało włączone w jego struktury. Sama al-Ghazali natomiast znaczący wpływ na kształtowanie się oficjalnej ideologii Braci Muzułmańskich i była jego członkinią. Razem z jego Najwyższym Przewodnikiem Hasanem al-Hudajbim utrzymywała kontakty z Taka ad-Dinem an-Nabhanim, liderem jordańskiej Partii Wyzwolenia Islamskiego.

### W czasie rządów Gamala Abdel Nasera
Po pierwszej fali aresztowań działaczy islamistycznych, która nastąpiła po nieudanym zamachu na prezydenta Egiptu Gamala Abdel Nasera, al-Ghazali zajęła się działalnością charytatywną i wspieraniem rodzin uwięzionych. Sama również występowała publicznie, prowadząc agitację polityczną i prywatne studia nad Koranem i sunną. W czasie reorganizacji Braci Muzułmańskich na początku lat 60. XX wieku odegrała znaczącą rolę.
Aresztowana w 1966 razem z grupą co najmniej kilkuset innych działaczy organizacji islamskich, oskarżonych o nielegalne magazynowanie broni, przyjmowanie pomocy finansowej z Arabii Saudyjskiej i przygotowywanie zamachu na grupę członków rządu. Została uznana za winną i skazana na dożywotnie więzienie (według innego źródła - na 25 lat pozbawienia wolności i ciężkie roboty). W więzieniu była torturowana.

### W okresie rządów Anwara as-Sadata i Husniego Mubaraka
Zwolniona po amnestii ogłoszonej przez prezydenta Anwara as-Sadata w 1971, w kolejnych latach przeciwstawiała się przyjęciu przez Braci Muzułmańskich taktyki terrorystycznej. Publicznie skrytykowała ujawniony w 1974 plan zbrojnego powstania opracowany przez grupę Odszczepieństwo i Hidżra kierowaną przez Palestyńczyka Saliha Abd Allaha Sirrijję i zaprzeczyła, jakoby projekt ten zaaprobowali Bracia Muzułmańscy. Protestowała także przeciwko zabijaniu sędziów wydających wyroki w sprawach islamistów. Pozostawała krytyczna także wobec rządów as-Sadata. Pracowała jako redaktorka działów adresowanych do kobiet w islamistycznych pismach "Wezwanie" i "Sztandar islamu".
Niezwykle szanowana w kręgach islamistycznych za swoją niezłomność, zdobyła także popularność wśród egipskich kobiet niezależnie od poglądów.
Autorka wspomnień.

## Poglądy
Według Zajnab al-Ghazali w społeczeństwach islamskich nie miało sensu działanie na rzecz wyzwolenia kobiet, ponieważ sama religia gwarantowała już im wszelkie prawa (ekonomiczne, prywatne, publiczne, polityczne, społeczne). Podczas gdy Żydówki, chrześcijanki lub wyznawczynie kultów pogańskich miały realne powody, by walczyć o wyzwolenie, muzułmanki powinny jedynie zapoznać się z prokobiecym przesłaniem własnej religii i dążyć do tego, by społeczeństwo tworzone przez wyznawców islamu respektowało te zalecenia.
Opowiadała się za ścisłym podziałem ról kobiet i mężczyzn w społeczeństwie, co w jej ocenie miało uzasadnienie w odmiennych temperamentach obu płci. Twierdziła przy tym, iż kobietom należy zagwarantować prawo do edukacji i udziału w życiu publicznym, podczas gdy utrzymanie rodziny jest obowiązkiem mężczyzn. Uważała jednak, iż naturalnym dla kobiet miejscem jest dom rodzinny, a podejmowanie pracy zarobkowej przez nie powinno następować jedynie w przypadku, gdy rodzinie brakuje funduszy na bieżące funkcjonowanie (dlatego szczególnie zniechęcała do pracy kobiety z rodzin zamożniejszych). Jej zdaniem obowiązkiem państwa, wspierającego emancypację kobiet, było zapewnienie im bezpiecznego i komfortowego funkcjonowania w miejscach publicznych. Uważała, że kobiety powinny być świadomymi uczestniczkami życia politycznego i z własnej woli głosować na ugrupowania muzułmańskie. Podkreślała równość kobiety i mężczyzny w oczach Boga, zaznaczała także, że to kobieta powinna nadzorować respektowanie obowiązków religijnych przez małżonka. Powołując się na odpowiednie fragmenty Koranu i hadisów argumentowała, że kobiety winne są posłuszeństwo mężom, co też miało wynikać z biologicznych uwarunkowań obydwu płci. Kobietom, które nie chciały respektować nakazów religijnych w tym zakresie, zarzucała walkę z własną płcią i przyczynianie się do pogarszania sytuacji rodzin egipskich, jak również własnego położenia. Podkreślała natomiast rolę kobiet w wychowaniu religijnym dzieci (zwłaszcza synów) i upowszechnianiu w najbliższym otoczeniu (a w konsekwencji - w społeczeństwie w ogóle) ideałów islamskich.
Przedstawiając swoją koncepcję idealnej muzułmańskiej rodziny i zadania jej członków, al-Ghazali nigdy nie zastanawiała się nad możliwością jej realnego wdrożenia w społeczeństwie egipskim ani nad środkami, przy pomocy których miałoby to nastąpić. W swoich artykułach prasowych wskazywała natomiast jako wzorce osobowe muzułmanki, które w pierwszych wiekach islamu były aktywne w życiu społecznym lub walczyły w bitwach.
Pisząc o islamie, Zajnab al-Ghazali nigdy nie odnosiła się do religii jako do przeżycia wewnętrznego, relacji między człowiekiem i Bogiem. Wskazywała natomiast znaczenie religii dla tożsamości muzułmanów, widziała w niej sposób rozwiązywania bieżących problemów społecznych oraz politycznych, w tym walki z dominacją europejską.

## Życie prywatne
Zajnab al-Ghazali była dwukrotnie zamężna. Z pierwszym mężem rozstała się, gdyż ten nie akceptował jej zaangażowania politycznego (prawo do odejścia z tego powodu zastrzegła sobie w kontrakcie małżeńskim). W drugim związku małżeńskim była jedną z kilku żon zamożnego męża, nie musiała zajmować się domem i angażowała się wyłącznie w działalność polityczną. Krótko po swoim aresztowaniu owdowiała. Nie miała dzieci.